# Ciemniak (Reszki)
Ciemniak (niem. Dunkelwalde) – przysiółek wsi Reszki w Polsce, położony w województwie warmińsko-mazurskim, w powiecie ostródzkim, w gminie Ostróda.
W latach 1975–1998 przysiółek administracyjnie należał do województwa olsztyńskiego.
Obecnie w przysiółku nie ma zabudowy. Na łąkach dostrzegalne niejednorodności i kilka drzew.